# Claire Brouwer
Claire Brouwer (Haarlem, 17 november 1972) is een Nederlands presentatrice en actrice.
Brouwer begon haar carrière na haar opleiding Culturele Studies aan de Universiteit van Amsterdam en De Trap bij Kindernet. Hier presenteerde zij onder meer het dagelijkse liveprogramma Trendtent, samen met Bart Bosch.
Ook speelde zij diverse gastrollen in bekende tv-programma's, waaronder Onderweg naar Morgen, Ben zo terug, Westenwind en Goede tijden, slechte tijden. In 2003-2004 was zij een seizoen lang een van de presentatoren van het reisprogramma Yorin Travel.
Sinds augustus 2006 is zij het gezicht van het dagelijkse AT5-programma Het Verkeer. Bij de hoofdstedelijke zender heeft zij inmiddels meerdere programma's op haar naam staan.
Brouwer presenteerde of presenteert de volgende programma's:
- Trendtent (Kindernet)
- Kaboem top 10 (Kindernet)
- Yorin Travel
- Amsterdam Inc. (AT5)
- Ik Woon (AT5)
- Het Verkeer (AT5)

Verder was zij te zien in een reclamefilmpje van Unox als de vrouw van Jan Vayne.